# Patricia Abbott
Pour les articles homonymes, voir Abbott.
Patricia Abbott, née à Philadelphie, en Pennsylvanie, est une femme de lettres américaine, auteure de roman policier.

## Œuvre

### Romans
- Goodbye Dear, I'll Be Back in a Year (2002)
- All or Nothing At All (2004)
- Concrete Angel (2015)
- Shot in Detroit (2016)

### Recueil de nouvelles
- I Bring Sorrow (2018)

### Nouvelles
Liste non exhaustive
- My Hero (2007)
- A Saving Grace (2007)
- What’s Left Behind (2007)
- Scarecrow (2007)
- Girl of My Dreams (2008)
- I Am Madame X’s Bodyguard (2010)
- Too Beautiful (2010)
- Dark (2011)
- Shackled (2011)
- Monkey Justice (2011)
- Tidy (2011)
- Allure Furs (2013)
- My Social Contracts (2013)
- The Higher the Heels (2013)
- Now You See Her (2014)
- Fall Girl (2014)
- The Enemy Advances (2014)
- Ten Things I Hate About My Wife (2015)
- The Life You Save Won’t Be Your Own (2016)

## Prix et distinctions

### Prix
- Derringer Award 2008 pour My Hero'[1]

### Nominations
- Prix Anthony 2016 du meilleur premier roman pour Concrete Angel[2]
- Prix Macavity 2016 du meilleur premier roman pour Concrete Angel [3]
- Prix Anthony 2017 du meilleur livre de poche original pour Shot in Detroit[2]
- Prix Edgar-Allan-Poe 2017 du meilleur livre de poche original pour Shot in Detroit[4]